# Tipula (Pterelachisus) seticellula
Tipula (Pterelachisus) seticellula is een tweevleugelige uit de familie langpootmuggen (Tipulidae). De soort komt voor in het Palearctisch gebied.